# André-Pierre Arnal
Pour les articles homonymes, voir Arnal.
André-Pierre Arnal, né le 16 décembre 1939 à Nîmes et mort le 7 juillet 2024 à Montpellier, est un peintre français rattaché au mouvement Supports-Surfaces.

## Biographie
André-Pierre Arnal naît en 1939 à Nîmes.
Après des études de lettres et d'histoire de l'art à l'université de Montpellier, il tient sa première exposition personnelle à Montpellier en 1962.
À la fin des années 1960, il rejoint le groupe Supports-Surfaces (1968-1971).
Il a illustré des recueils de poésie de Pierre Torreilles, Frédéric Jacques Temple ou André Pieyre de Mandiargues publiés par les éditions Fata Morgana.

## Expositions récentes

### Expositions personnelles
- 1999
  - Musée Ziem, Martigues
- 2001
  - Maison de la culture Frontenac, Montréal avec Marcel Saint-Pierre
  - Galerie Devlin, Montréal
- 2003
  - Aigues-Mortes (couvent des Cordeliers)
  - Ville de Narbonne
  - Palais des Archaniques
  - Chapelle des Pénitents bleus
  - Chartreuse de Valbonne
  - Arte Nîmes
  - Salon Art Paris
  - Salon de bibliophilie Page(s)
- 2004 
  - Centre d’art et de littérature Hôtel Beury : hommage à Christian Prigent
  - Médiathèque d’Issy-les-Moulineaux
  - Théâtre d’O, rideau de scène : inauguration et exposition
  - Arte Nimes
  - Salon Art Paris
  - Salon de bibliophilie Page(s)
- 2005
  - Galerie Saint-Pierre, Limoges
  - Galerie Flora G., Paris
  - Galerie Didier-Nick
  - Centre d’art et de littérature Hôtel Beury : rétrospective
  - Cardet « Le Village » (Gard)

- 2011
  - Galeries de l'Europe, Convergences et Point rouge, Paris[3]
- 2013
  - Galeries Convergences et Intuitu, Paris[3]
- 2015
  - Espace Jacques-Villeglé[5], Saint Gratien

### Expositions collectives
- « André-Pierre Arnal, Jean-Pierre Pincemin », galerie Schmitt, Paris, 1972
- « Quatre peintures de grand format de la collection du Pin perdu - André-Pierre Arnal, Thierry-Loïc Boussard, Irène Laksine, Patrick Lanneau », maison Max-Ernst, Huismes, juillet 2021[6]

## Œuvres dans les collections publiques
- Musée national d'art moderne, Centre Georges-Pompidou, Paris
- CNAC, Paris, musée d'art moderne de la ville de Paris
- FNAC, Paris
- FRAC, Languedoc-Roussillon
- Artothèque de Montpellier
- Musée Fabre, Montpellier
- FRAC, Centre
- Musée de Nice
- Les Abattoirs, Toulouse
- Artothèque Antonin-Artaud Marseille
- Artothèque de Miramas
- Musée Ziem de Martigues
- Fondation Albright-Knox, Buffalo, États-Unis
- Musée d'art contemporain de Montréal, Canada
- Musée national des beaux-arts du Québec[7], Canada

## Publications
- 2002 : L'Enfance du chasseur, éditions Fata Morgana
- 2002 : Un rectangle de toile peinte est là, avec le poète James Sacré, éditions du Bourdaric[8]